# Super Girl' juice
Super Girl' juice（すーぱーがーるじゅーす）は日本のロックバンド。2005年結成。

## 経歴
Super Girl' juiceは五味孝氏と八木さやかのユニットTayu-Tafuが初心に帰るべくバンドを立ち上げることに結成された。ベースにrevenus等で活躍した矢島悦子を迎え、五味孝氏がドラム、八木さやかがボーカル&ギターで編成された。
2005年1月より東京のライブハウスを中心に活動し、大阪などにも遠征している。
当初メロディアスでPOPな楽曲が多かったのだが3ピースバンドで活動をしていく段階で｢メロディック・ラウド・バングなROCK｣を正直に愛すようになる。
2007年1月にはファーストアルバム『SG #001』をリリースした。2008年5月9日に六本木morphにて初のワンマンライブを行い、同日にセカンドアルバム『Adrenalin Girl』をリリースした。

## メンバー
- SAYAKA (八木さやか)　：　Vo.& Gt.
- ETSUKO (矢島悦子)　　：　B.& Cho.
- GOMIKUN (五味孝氏)　 ：　Dr.& Cho. (ex.T-BOLAN)

## ディスコグラフィ

### アルバム
- SG #001 (2007年1月)
- Adrenalin Girl (2008年5月)